# Légions polonaises (armée française)
Pour les articles homonymes, voir Légion polonaise.

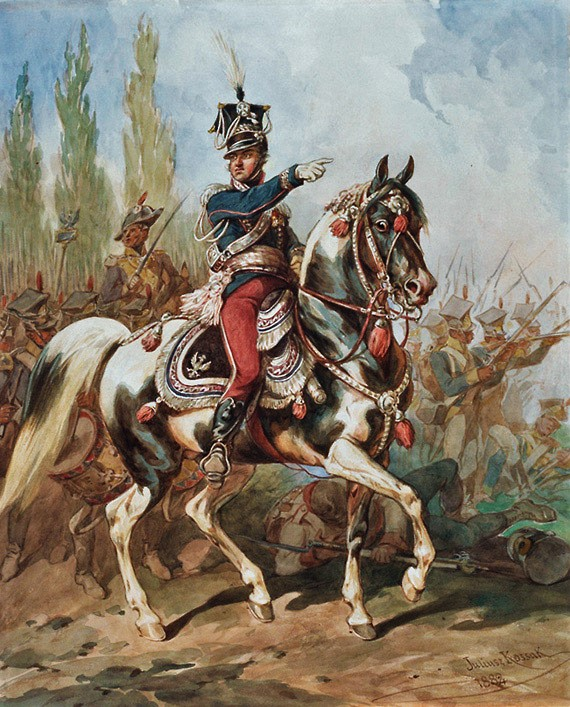
Le général Jean-Henri Dombrowski dirigeant les légions polonaises. Tableau de Juliusz Kossak, 1882, Ossolineum.

Le terme de légions polonaises désigne les différentes unités militaires de Polonais servant dans l’armée française, des années 1790 aux années 1810.
Après le troisième partage de la Pologne en 1795, beaucoup de Polonais croient que la France voudra venir en aide à la Pologne, les pays s’étant partagé la Pologne (Prusse, Autriche et Russie) étant tous ennemis de la France. De nombreux officiers, soldats et volontaires émigrés de Pologne et établis dans d’autres pays, particulièrement en Italie, s’engagent dans les armées locales.
Avec le soutien de Bonaparte, des unités spéciales de Polonais sont créées ; elles sont commandées par des Polonais, et utilisent les grades polonais. On les appelle les Légions polonaises et sont considérées comme une armée polonaise en exil sous autorité française. Les principaux chefs de cette armée sont Jean-Henri Dombrowski, Karol Kniaziewicz et Józef Wybicki. Les légions polonaises servirent dans l’armée française durant les guerres de la Révolution et de l’Empire, des Antilles à la Russie et de l’Italie à l’Égypte.
Bien que Napoléon ait créé un petit État polonais, le Duché de Varsovie (1807-1815), il était très flou dans son projet d'État polono-lituanien, comme avant les partitions de la Pologne. Il se contentait de vagues promesses à ce sujet, pour ne pas interrompre le flot de volontaires polonais. Il manœuvrait, jouant des craintes de la Russie, de l’Autriche et de la Prusse de la recréation de cet État allié à la France. Néanmoins, les volontaires polonais sous le drapeau français ont suivi Napoléon tout au long de sa carrière, et encore aujourd’hui, le souvenir des légions polonaises est fort en Pologne, Napoléon étant considéré comme un héros et un libérateur.

## Durée d'existence et effectifs

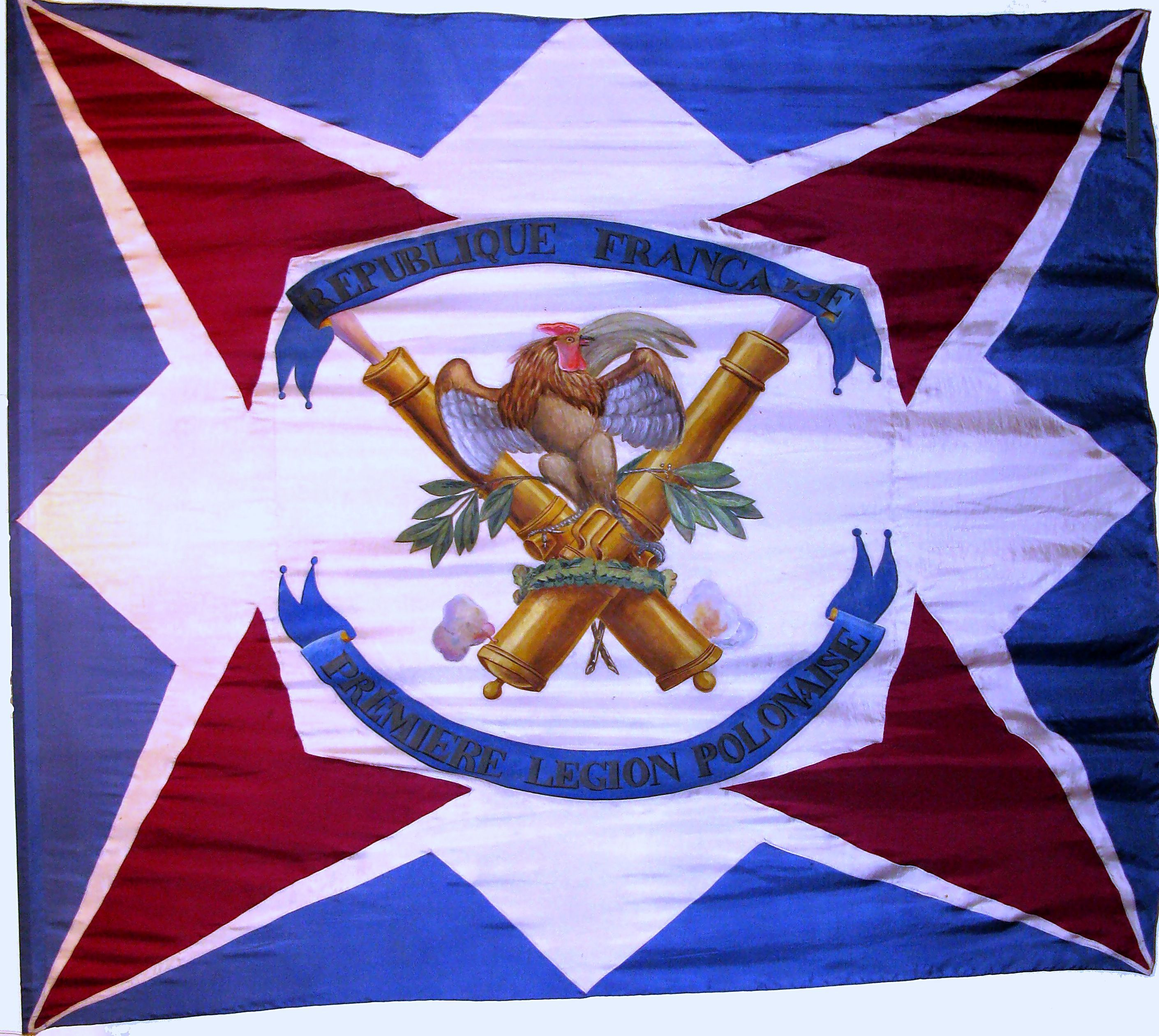
Bannière de la 1re légion polonaise en Italie sous la Révolution française.

Les historiens ne sont pas d'accord sur la durée d'existence des légions polonaises au service de la France. Magocsi et al. considèrent que leur « pic d'activité » se situe dans les années 1797-1801 tandis que Jerzy Lerski écrit que les unités composant les légions ont combattu de 1797 à 1803. De la même manière, Norman Davies évalue leur durée d'existence à cinq ou six ans. L'encyclopédie polonaise PWN définit les légions polonaises comme ayant servi de 1797 à 1801, date à laquelle les légions furent transformées en demi-brigades. Un certain nombre de travaux retraçant l'histoire des légions polonaises mentionnent cependant les combats menés par les unités polonaises sous commandement français après 1803. Plusieurs petites formations subsistaient alors, la plus célèbre étant la légion de la Vistule, qui fut active de 1808 à 1813.
Les estimations relatives aux effectifs des légions varient également : Davies avance 25 000 hommes pour la période allant jusqu'à 1802-1803, s'accordant sur ce point avec Magocsi et al.,. Les historiens Bideleux et Jeffries donnent quant à eux une estimation un peu plus haute de 30 000 soldats ayant potentiellement servi dans les légions jusqu'en 1801. La majorité des soldats étaient issus de la paysannerie et seulement 10 % de la noblesse.

## Origines
Après le troisième partage de la Pologne en 1795, nombreux sont les Polonais à placer leurs espoirs dans une intervention de la France révolutionnaire, qui a accueilli avec enthousiasme la Constitution polonaise du 3 mai 1791,. Au sein de la coalition dressée alors contre la France figurent la Prusse, l'Autriche et la Russie, ennemis jurés de la Pologne. Paris est le siège de deux organisations polonaises revendiquant le statut de gouvernement en exil : la Députation (Deputacja) de Franciszek Ksawery Dmochowski (en) et l'Agence (Agencja) de Józef Wybicki. À la même période, des soldats, des officiers et des volontaires polonais émigrent en grande nombre à destination de l'Italie et de la France. L'Agence parvient de son côté à convaincre le gouvernement français d'autoriser la mise sur pied d'un contingent militaire polonais. L'emploi de troupes étrangères sur le sol français étant proscrit par la Constitution, les Français affectent les Polonais au service de leur allié italien, la République cisalpine.
Jean Henri Dombrowski, officier de l’armée du royaume polono-lituanien, commence son travail en 1796 lorsqu'il se rend à Paris puis à Milan, où il est reçu par le général Napoléon Bonaparte. Ce dernier voit en effet d'un bon œil l'arrivée de recrues polonaises et se montre vaguement réceptif à l'idée de restaurer la souveraineté de la Pologne,,,. Dombrowski est autorisé à créer deux légions polonaises devant être intégrées à l'armée de la toute jeune République lombarde. Cette décision est entérinée par la convention du 9 janvier 1797 qui marque l'acte de naissance officiel des légions.

## Historique des légions

### Les légions polonaises pendant la première campagne d'Italie

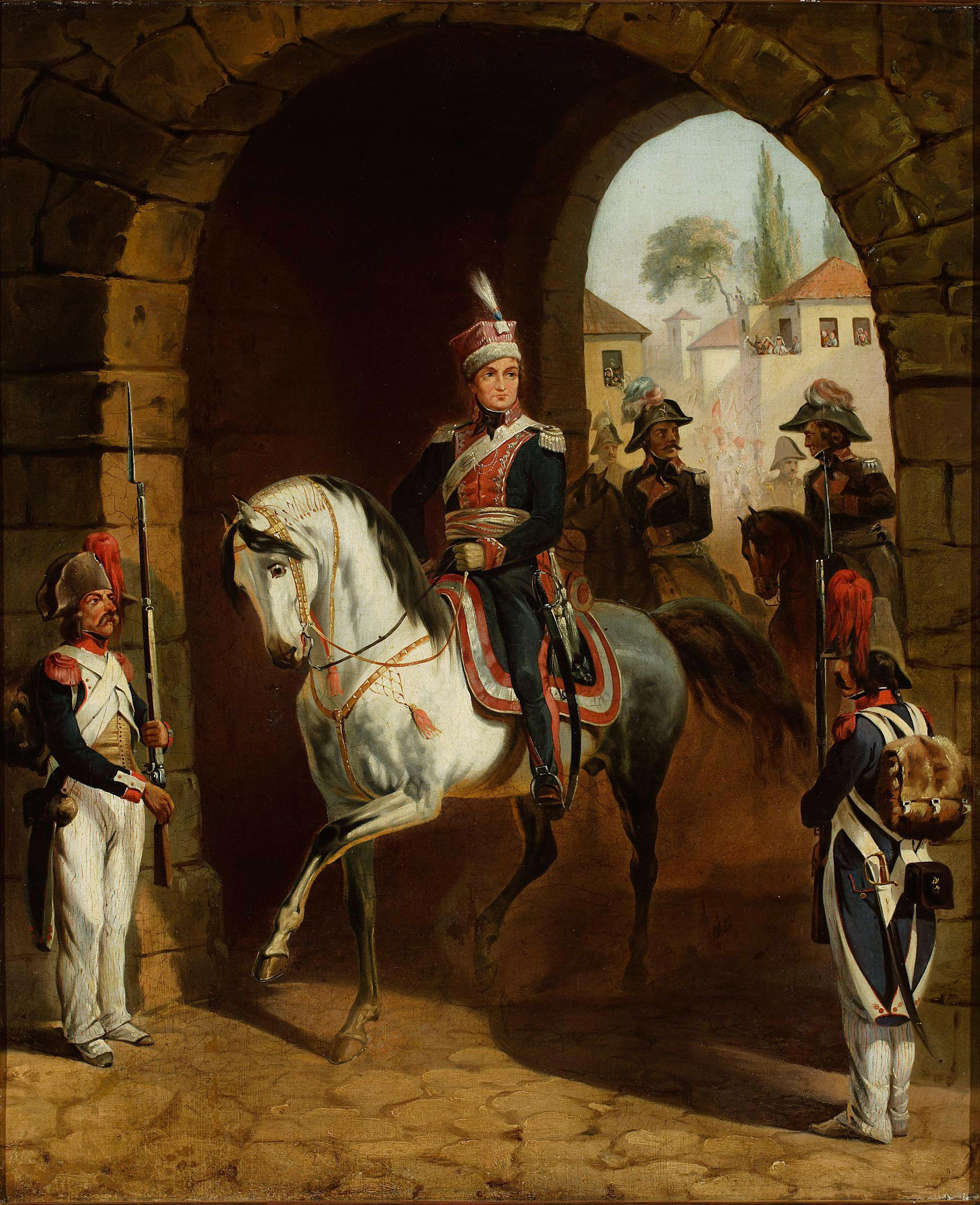
Entrée du général Dombrowski dans Rome le 3 mai 1798. Huile sur toile de Janvier Suchodolski, avant 1850, musée national de Varsovie.

Les soldats polonais de Dombrowski se voient octroyer la citoyenneté lombarde et reçoivent une paie équivalente à celles des autres troupes. Ils sont également autorisés à conserver leurs uniformes polonais — avec cependant la présence de symboles français ou lombards — et sont commandés par des officiers parlant leur langue. Selon Alain Pigeard, les forces de Dombrowski se composent de la manière suivante : « chaque légion comprenait trois bataillons à dix compagnies de 125 hommes ; il y avait en outre trois compagnies d'artillerie sous les ordres du chef de bataillon Axamitowski ». La 1re légion est commandée par le général Karol Kniaziewicz et la 2e par le général Józef Wielhorski. Pivka et Roffe affirment cependant que la formation d'une deuxième légion n'intervient que plus tard, en mai 1797, et que Dombrowski ne commande jusque-là qu'une seule légion forte au début du mois de février 1797 de 1 200 hommes, grâce notamment à l'appoint de nombreux déserteurs polonais de l'armée autrichienne.
Les légions de Dombrowski combattent d’abord en Italie contre les Autrichiens et leurs alliés. Stationnés en mars 1797 à Mantoue, les soldats polonais connaissent leur baptême du feu à Brescia à la fin du mois. C'est aussi de cette époque que date la Mazurka de Dombrowski, actuel hymne national de la Pologne, écrit par Józef Wybicki. Les effectifs continuent pendant ce temps de grimper, jusqu'à atteindre 5 000 hommes fin avril. Dombrowski milite alors activement en faveur d'une percée vers les territoires polonais de Galicie, mais Bonaparte rejette l'idée, préférant utiliser les troupes polonaises sur le théâtre d'opération italien. Le même mois, les légionnaires prennent part à la répression des Pâques véronaises. La paix établie entre la France et l'Autriche au traité de Leoben, le 18 avril, porte un rude coup aux espérances des Polonais, mais Dombrowski prédit que cet interlude n'est pas fait pour durer. Une autre insurrection est réprimée par les soldats polonais en juillet 1797, cette fois à Reggio d'Émilie.
La signature du traité de Campo-Formio le 18 octobre 1797 met temporairement fin aux hostilités. Les légionnaires polonais aspirent toutefois à la reprise de la guerre et sont considérés comme les troupes étrangères les plus favorables à la cause française en Italie. En mai 1798, les Polonais concourent à l'occupation des États pontificaux, répriment plusieurs révoltes de paysans et font leur entrée à Rome le 3 mai,. Dombrowski se voit remettre par un représentant romain un grand nombre de trophées offerts à la papauté par le roi de Pologne Jean III Sobieski après sa victoire sur les Ottomans au siège de Vienne en 1683. Parmi ces cadeaux se trouve un étendard ottoman qui est ajouté aux drapeaux des légions et les accompagne dès lors dans toutes leurs campagnes.

### En Italie et en Allemagne (1798-1801)
La guerre se rallume dans les derniers mois de l'année 1798 avec la formation d'une deuxième coalition contre la France. Un an après leur création, les légions polonaises comptent 10 000 soldats. Les légions polonaises sous Kniaziewicz prennent part aux combats contre les troupes chargées de défendre le royaume de Naples, contribuant à la victoire de Civita Castellana le 5 décembre. Peu de temps après, les ressources prises par les Français à Gaète permettent d'organiser une unité de cavalerie polonaise commandée par le colonel Andrzej Karwowski,. Les Polonais se battent aussi à Magliano, Falari, Calvi et Capoue.
Les opérations militaires se révèlent cependant beaucoup plus délicates que les fois précédentes, les meilleures unités françaises étant parties avec Bonaparte en Égypte. Tout au long de la campagne de 1799, les Polonais essuient des pertes sévères. La 1re légion sous les ordres de Dombrowski combat ainsi du 17 au 19 juin à la bataille de la Trebbia, où elle subit de lourdes pertes : seuls deux bataillons sur cinq échappent à la destruction et Dombrowski est blessé,,. Les légionnaires participent également aux batailles de Novi le 15 juillet et de Zurich le 26 septembre.
La 2e légion n'est pas en reste puisqu'elle est impliquée dans les premiers combats sur l'Adige du 26 mars au 5 avril, perdant, selon les estimations, entre la moitié et les deux tiers de ses 4 000 soldats,. Son commandant, le général Franciszek Rymkiewicz (pl), est tué à la bataille de Magnano le 5 avril. Les débris de la 2e légion s'enferment avec d'autres troupes dans la forteresse de Mantoue, bientôt assiégée par les Autrichiens. La place doit capituler en juillet mais les soldats polonais captifs sont traités bien différemment de leurs camarades français, ainsi que le raconte l'historien Oleg Sokolov : « le général français Foissac-Latour gagna les meilleures conditions de capitulation en trahissant de fait les soldats polonais. Tandis que les Français obtenaient le droit de quitter la forteresse avec armes et bagages, les Polonais qui marchaient à la fin de la colonne furent arrêtés par les Autrichiens, désarmés, enchaînés et fouettés en tant que déserteurs de l'armée autrichienne ».
Avec la dissolution de la République cisalpine, Napoléon Bonaparte, devenu Premier consul, décrète que les unités étrangères peuvent désormais servir dans l'armée française. Le 10 février 1800, les survivants des légions polonaises d'Italie sont réorganisées à Marseille pour devenir la « légion italique », forte de 9 000 hommes (bientôt réduits à 5 000). Cette nouvelle unité est affectée à l'armée d'Italie et combat à Peschiera et Mantoue.

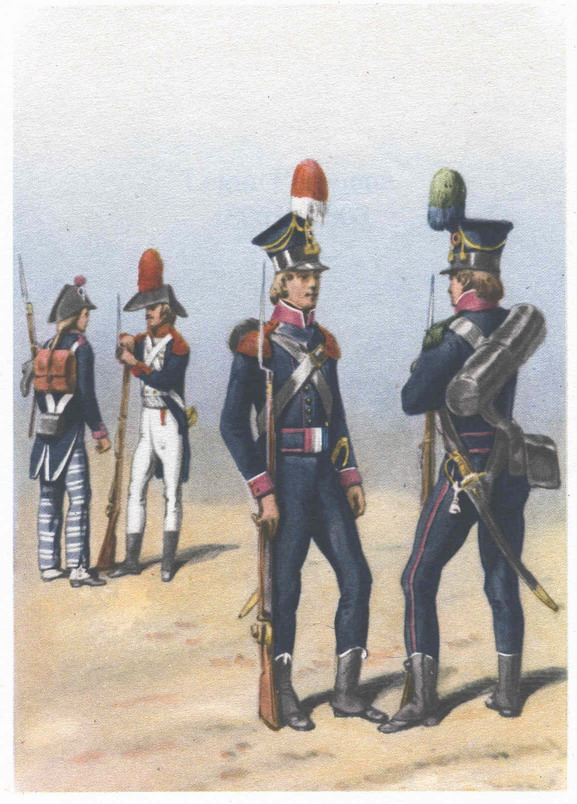
Fusiliers, grenadier et chasseur de la légion du Danube, par Bronisław Gembarzewski.

Le 8 septembre 1799, la légion du Danube, placée sous le commandement de Karol Kniaziewicz, est créée dans l'est de la France. Elle comprend, hors artillerie et état-major, quatre bataillons d'infanterie et un régiment de uhlans à quatre escadrons ; son effectif théorique est de 5 863 hommes. En réalité, à la date du 10 mai 1800, seuls 2 769 hommes sont présents sous les armes. Chargée de combattre les Autrichiens en Bavière, la légion du Danube, renforcée par les cavaliers d'Andrzej Karwowski, se distinguent avec l'armée du Rhin à Berg, Bernheim et Offenbourg avant d'occuper la forteresse de Philippsbourg après l'armistice de Parsdorf le 15 juillet. Elle prend également part à la bataille de Hohenlinden le 3 décembre 1800 ainsi qu'à la poursuite des troupes autrichiennes. Selon Norman Davies, la légion du Danube a essuyé des pertes importantes durant la courte période séparant cette bataille de la fin de la campagne le 25 décembre suivant. Alain Pigeard note qu'en janvier 1801, la légion ne compte plus que 2 132 hommes.
La taille des légions diminue sensiblement après le traité de Lunéville du 9 février 1801 qui, à la grande déception des légionnaires, ne fait aucune mention de la Pologne,,. Les troupes polonaises sont alors employées à des tâches de police dans le royaume d'Étrurie. La légion du Danube passe ainsi en Toscane où un général français écrit à son propos : « voilà cette légion polonaise qui arrive sans souliers, manquant de tout, et cinq mois arriérés de solde ». En plus de cette situation matérielle alarmante, les Polonais ne peuvent pas toujours choisir leurs combats, et leur moral est atteint lorsqu’ils sont envoyés réprimer des révoltes au lieu de lutter contre les pays qui ont pris part au partage de la Pologne. De nombreux légionnaires, dont le général Kniaziewicz, se considèrent manipulés par les Français et démissionnent,. Le commandement de la légion du Danube retombe alors sur le général Wladyslaw Jablonowski.
Dombrowski, pour sa part, conserve son poste et réorganise les deux légions à Milan en mars 1801, portant l'effectif de chacune de ces formations à 6 000 hommes. Le 21 décembre, les légions polonaises sont dissoutes et transformées en trois demi-brigades : la légion polonaise d'Italie forme le gros des 1re et 2e demi-brigades étrangères tandis que la légion du Danube compose majoritairement la 3e demi-brigade étrangère. Ces unités sont par la suite formellement intégrées à l'armée française en tant que 113e et 114e demi-brigades de ligne.

### Expédition de Saint-Domingue

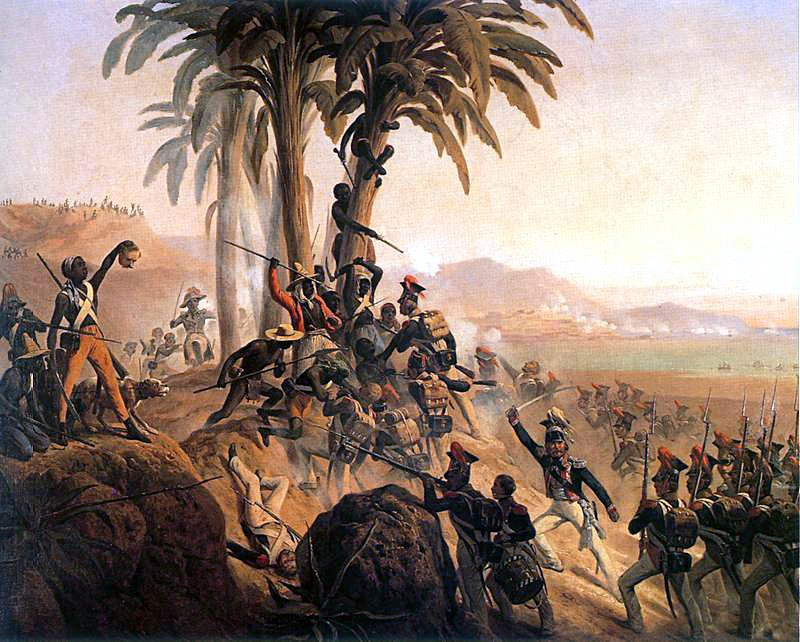
Les légions polonaises au combat à Saint-Domingue. Huile sur toile de Janvier Suchodolski, 1845, musée de l'Armée polonaise.

En 1802, une partie des légions polonaises, fortes alors de 5 280 hommes, sont envoyées dans la colonie de Saint-Domingue (actuelle Haïti) pour écraser la révolution haïtienne, ce qui, avec l’envoi des contingents des alliés suisses et allemands, permet de ne pas trop puiser dans l’armée française proprement dite. Selon la légende locale, les Polonais sympathisent rapidement avec les Haïtiens, qui croient que ceux-ci soutiennent Jean-Jacques Dessalines au point que des unités changent de bord.
En réalité, environ 150 Polonais seulement ont déserté pour changer de camp.
Le rétablissement de l'esclavage par Napoléon au même moment en Guadeloupe, le désarmement des cultivateurs haïtiens et le renvoi en France de militaires métis qui y sont internés comme André Rigaud rend l'expédition très difficile.
En moins de deux ans, les pertes au combat et les maladies tropicales (comme la fièvre jaune) réduisent les effectifs des légions à quelques centaines d’hommes. Quand l’armée française se retire en 1803, 4 000 Polonais sont morts, 400 restent sur l’île, quelques dizaines se sont dispersés dans les îles alentour (Guadeloupe) ou sont partis s’établir aux États-Unis, et environ 700 retournent en France. Mais ces nombreuses pertes portent un coup sérieux aux espoirs des Polonais de retrouver leur indépendance, et l'expérience haïtienne affaiblit la confiance envers les bonnes intentions de la France, gouvernée par Napoléon, envers la Pologne.

### Premières campagnes de l'Empire

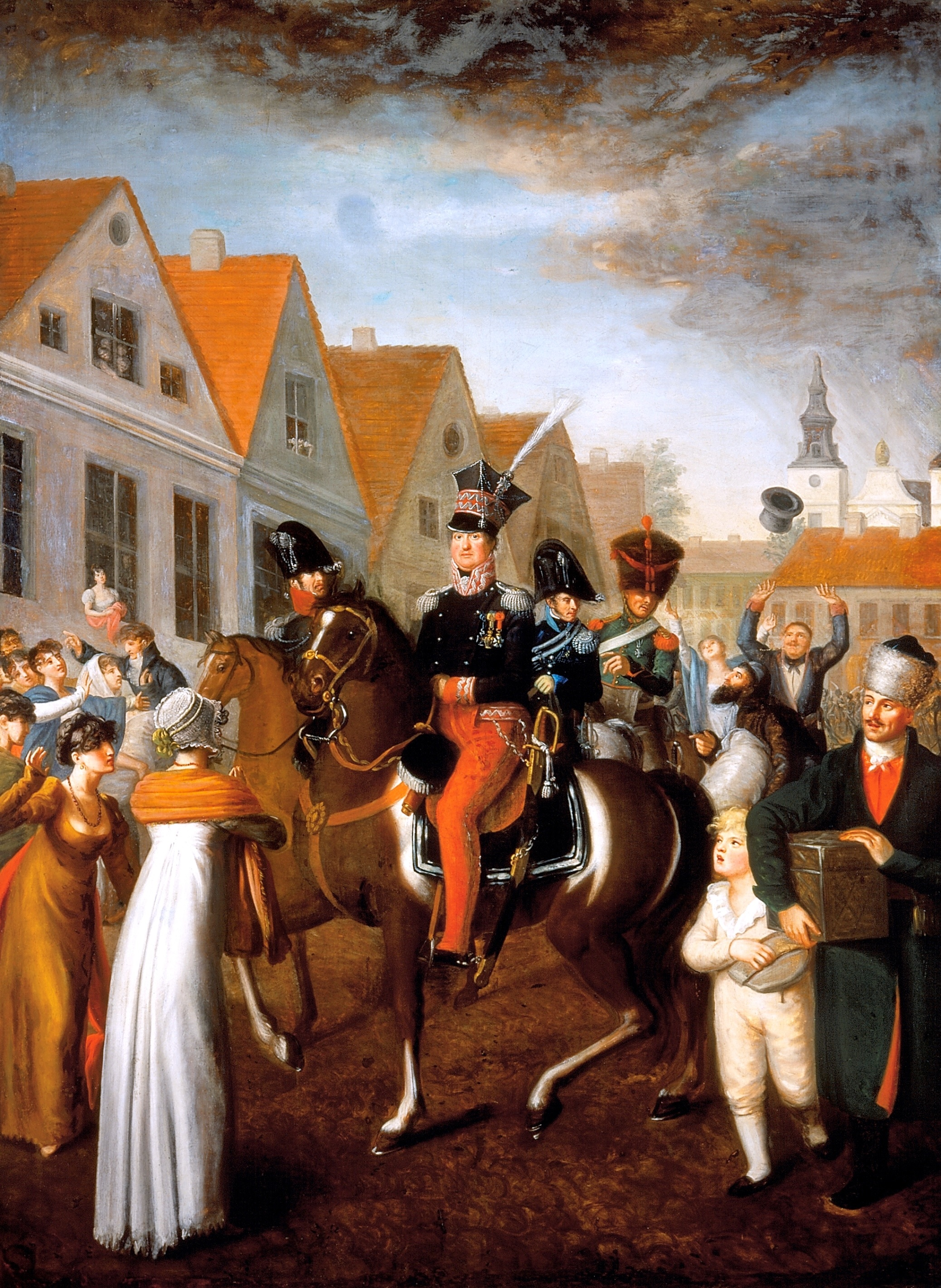
Entrée du général Dombrowski à Poznań en 1806, toile de Jan Gładysz, v. 1809.

En 1805, les troupes polonaises stationnées en Italie forment la 1re légion polonaise qui dépend du royaume d'Italie. En 1806, les légions de Dombrowski et du Danube sont réduites à un régiment d’infanterie et un régiment de cavalerie,. Ces troupes combattent à Castelfranco Veneto le 24 novembre 1805, jouant un rôle décisif dans la victoire, mais essuient de lourdes pertes face aux Anglais à la bataille de Maida le 4 juillet 1806. Beaucoup d'officiers polonais servent par ailleurs dans des unités françaises ou alliées.
Pendant la guerre de la Quatrième Coalition, Napoléon décide d'encourager les désertions de soldats polonais servant dans l'armée prussienne et, le 20 septembre 1806, décrète la création d'une « légion du Nord » placée sous les ordres du général Józef Zajączek. Devant la réticence de l'Empereur à s'impliquer dans les affaires de la Pologne, la légion n'est pas considérée comme spécifiquement polonaise mais, selon les mots de Napoléon, comme un regroupement des « enfants du Nord ». Peu après la défaite militaire de la Prusse au mois d'octobre, Dombrowski pénètre à la tête de ses troupes en Pologne près de la ville de Poznań. Cette entrée provoque un afflux de volontaires. Une division polonaise de trois régiments est constituée.

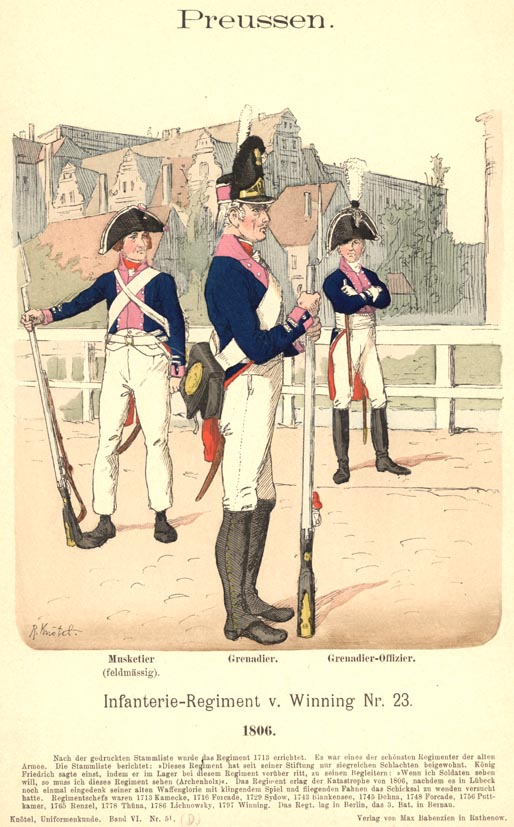
Le fusil modèle Potsdam 1723, arme de base de l'infanterie prussienne, équipe les légions polonaises après la bataille d'Iéna. Dessin de Richard Knötel, 1890.

En janvier 1807, la légion du Nord, sous le commandement du général Puthod, et la division polonaise de Dombrowski sont rattachées au 10e corps du maréchal Lefebvre. En février, elles sont envoyées prendre part au siège de Dantzig. Lefebvre se plaint de la mauvaise qualité des recrues polonaises lors de la prise de Dirschau, sans entraînement, se livrant au pillage et tirant leurs munitions au hasard : « Trois heures après la disparition de tout ennemi, la fusillade était encore si vive dans la ville que les canonniers français ont été obligés de l'évacuer pour ne pas être tués ». Les troupes polonaises se montrent peu efficaces pendant tout le siège et Lefebvre doit compter essentiellement sur les troupes françaises et saxonnes. En outre, Dombrowski, pour compléter ses effectifs, débauche les hommes de la légion du Nord en leur versant une prime. Une 2e légion du Nord, mise sur pied le 23 septembre 1806, connaît une existence éphémère car elle est fusionnée avec la 1re en mars 1807.
En juin 1807, la légion du Nord (4 régiments d'infanterie et trois de cavalerie, général Zajączek) est cantonnée à Varsovie, Kalisz et Cracovie ; la division polonaise (3 régiments d'infanterie et 3 de chasseurs de Posen, général Dombrowski) accompagne le 8e corps du maréchal Mortier. L'effectif exact de ces unités n'est pas connu. La division polonaise participe à la bataille de Friedland (14 juin 1807) où Napoléon inflige une défaite complète à l'armée russe de Bennigsen.
Au cours de la campagne de 1806-1807, les différentes unités polonaises reçoivent une partie de l'armement pris comme butin de guerre sur les Prussiens et les Saxons, leurs alliés au début de la campagne : en tout, 1 233 fusils saxons, 44 658 fusils, mousquetons et carabines prussiens, 9 299 paires de pistolets prussiens, 1 487 sabres de cavalerie lourde, 6 906 sabres de cavalerie légère et 933 sabres d'infanterie.
Au cours des négociations de Tilsit, le tsar Alexandre Ier doit consentir à Napoléon la création d’un petit État polonais sous contrôle français. Cet État est nommé duché de Varsovie : il est bien plus petit que le royaume de Pologne-Lituanie, ne comprenant que quelques-uns des territoires polonais de la Prusse (augmentés en 1809 d’autres pris à l’Autriche) mais sa création rend l’espoir aux Polonais et provoque un nouvel afflux de volontaires sous les drapeaux français. Le royaume de Pologne-Lituanie n’est pas reconstitué : un allié de la France est mis sur le trône, Frédéric-Auguste Ier de Saxe, sans être autorisé à développer un État indépendant. Frédéric Auguste est largement inféodé à la France qui traite son État comme une source de revenus. En fait, le personnage le plus important du duché est l’ambassadeur français en poste à Varsovie. La légion du Nord est définitivement versée dans l'armée du duché de Varsovie en mars 1808.

### Après la création du duché de Varsovie: la légion de la Vistule

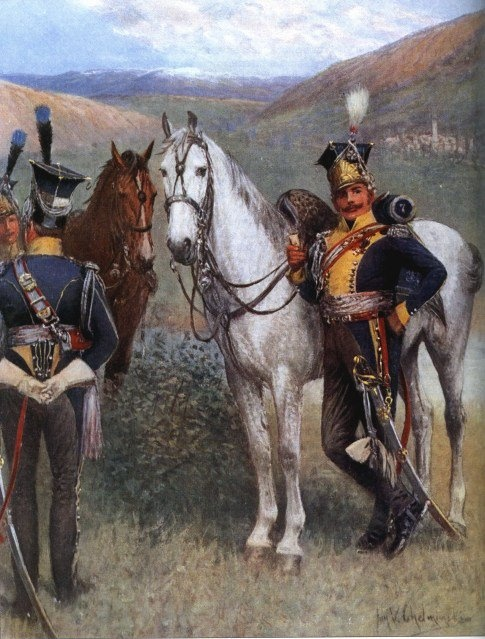
Lanciers polonais de la Vistule en Espagne. Peinture de Jan Chełmiński.

Le 5 avril 1807, Napoléon publie un décret donnant naissance à la « légion polacco-italienne », formée à partir des quelques unités polonaises encore stationnées en Italie. L'effectif comprend un régiment de lanciers et trois régiments d'infanterie, sous les ordres du général Józef Grabiński. La légion polacco-italienne passe au service de la Westphalie en octobre 1807 avant de revenir sous les armes françaises en mars 1808 ; le 29 de ce mois, l'unité prend le nom de « légion de la Vistule ».
Le régiment des lanciers de la Vistule, mis sur pied officiellement le 4 mai 1808, passe de trois à quatre escadrons pour un effectif théorique de 47 officiers et 1 124 hommes. C'est alors la seule unité de cavalerie au sein de l'armée française à être dotée de la lance. Pour les trois régiments d'infanterie, Alain Pigeard donne les chiffres suivants : « 140 hommes par compagnie ; 840 par bataillon ; 1 680 par régiment ; 5 040 pour les trois régiments de guerre ». Au milieu de l'année 1808, cette troupe est forte de 6 000 hommes. Après la bataille de Wagram des 5 et 6 juillet 1809, Napoléon tente de former une seconde légion de la Vistule avec des prisonniers de guerre polonais de l'armée autrichienne, mais les recrues se présentent en nombre insuffisant et ses effectifs sont fusionnés en 1810 avec la légion originelle.
Durant la guerre d'Espagne (1808-1814), la légion de la Vistule s'illustre lors du second siège de Saragosse, notamment durant la prise du monastère Sainte-Engrâce. À la bataille de Fuengirola, en octobre 1810, un détachement polonais repousse un corps expéditionnaire anglo-espagnol très supérieur en nombre et fait prisonnier son commandant, le général Blayney. Les lanciers, composés en majorité de vétérans, se taillent une redoutable réputation d'efficacité sur le champ de bataille et sont surnommés les « lanciers polonais de l'enfer » par les Espagnols. Ils se distinguent particulièrement en mai 1811 à la bataille d'Albuera, où ils écrasent trois bataillons d'infanterie britanniques. Cet exploit inspire aux Anglais la création d’unités de lanciers, avec armes et uniformes à la polonaise.
En 1812, Napoléon engage la campagne de Russie. Les Polonais et les Lituaniens, espérant ressusciter leur État, forment le plus important contingent étranger de la Grande Armée, avec environ 96 000 hommes. La légion de la Vistule, rapatriée d'Espagne au début de l'année 1812, fait partie des troupes d'invasion sous la forme d'une division commandée par le général Claparède et attachée à la Garde impériale. Les lanciers polonais de la légion de la Vistule sont parmi les premiers à entrer dans Moscou. Les troupes polonaises se signalent dans de nombreuses batailles, en particulier à la Moskova, à Winkowo et à la Bérézina, mais les pertes sont considérables : seulement 24 000 des 96 000 Polonais sortent de Russie ; leur unité d’élite, la légion de la Vistule, qui entame la campagne avec 7 000 hommes, n’en a plus que 1 500 de retour sur le Niémen.
Les légions polonaises suivent le sort de Napoléon et du duché de Varsovie. Les troupes prussiennes et russes suivent la Grande Armée et occupent le duché. Les Polonais restent fidèles à l'Empereur jusqu'à la fin et se distinguent encore à Leipzig, du 15 au 19 octobre 1813, et à Hanau, du 30 au 31 octobre de la même année, essuyant de lourdes pertes dans chacun de ces deux affrontements. La légion est recréée à Sedan au début de l'année 1814 et combat à Soissons, Reims, Arcis-sur-Aube et Saint-Dizier. Après la défaite et l'exil de Napoléon sur l'île d'Elbe, une unité de lanciers polonais de la Garde est autorisée à l'accompagner. Durant les Cent-Jours, les 325 hommes du colonel Gołaszewski sont les derniers hommes de la légion de la Vistule à servir Napoléon.

## Considérations et postérité
En analysant la création des légions polonaises, de nombreux historiens ont affirmé que Napoléon a surtout considéré les Polonais comme un vivier de recrues et qu'il n'a jamais vraiment eu l'intention de restaurer un État polonais souverain. L'un des principaux opposants polonais à l'Empereur, Tadeusz Kościuszko, a refusé de rejoindre les légions, affirmant que Napoléon n'était pas disposé à restaurer la Pologne sous une forme durable. De ce point de vue, Kościuszko a également interprété la création du duché de Varsovie en 1807 comme un expédient plutôt que comme un soutien clair de Napoléon à la reconstruction de la nation polonaise.
Le souvenir des légions est cependant fort en Pologne, et Napoléon y est considéré comme un héros et un libérateur. À la bataille de Leipzig en 1813, l'Empereur aurait déclaré au maréchal Poniatowski que 800 Polonais valaient 8 000 hommes. En dépit de leur destruction, les légions ont acquis un statut légendaire en Pologne pour avoir contribué à diffuser les idéaux démocratiques de la Révolution française à travers le pays. L'historien russe Oleg Sokolov écrit :

« Cette formation légendaire [les légions polonaises] marqua à elle seule toute une époque dans l'histoire militaire. C'est avec elle que commença le renouveau de l'armée polonaise et la renaissance de la Pologne même. »